# Julius Johann Wilhelm von Abensperg und Traun
Julius Johann(es) Wilhelm von Abensperg und Traun (* 18. Mai 1670; † 15. Januar 1739 in Messina) war kaiserlicher Feldzeugmeister und zuletzt Gouverneur von Messina.
Er entstammt der erloschenen Eschelberger Linie der Familie Abensperg und Traun. Seine Eltern waren der Graf Johann Wilhelm von Abensperg und Traun (* 1630; † 1690) und dessen Ehefrau der Freiin Dorothea Elisabeth Teufel von Guntersdorf (* 1623; † 1708). Er ist ein Verwandter des  Feldmarschalls Otto Ferdinand von Abensperg und Traun.
Er ging schon jung in österreichische Dienste  und wurde  1699 Hauptmann im Infanterieregiment No. 54 unter Ernst Rüdiger von Starhemberg. Mit dem Regiment machte er alle Feldzüge seiner Zeit in Deutschland, Italien und auch in Ungarn gegen die Türken mit. Er durchstieg alle Stufen. Er wurde am 7. März 1726 Generalfeldwachtmeister und 1735 zum Feldzeugmeister ernannt. Er war zuletzt Gouverneur von Messina, wo er 1739 starb.
Traun heiratete die Freiin Maria Francisca von Lerchenfeld († 20. August 1740). Das Paar hatte zwei Söhne:
- Franz Karl (* 5. Oktober 1709), k.k. Kämmerer
- Ferdinand (* 8. Oktober 1710; † 1774), Hofmarschall in Passau

⚭ 1739 Maria Katharina von Bünau († 22. Oktober 1758)
⚭ 1759 Freiin Maria Anna von Stomm